# Erwin Koeman

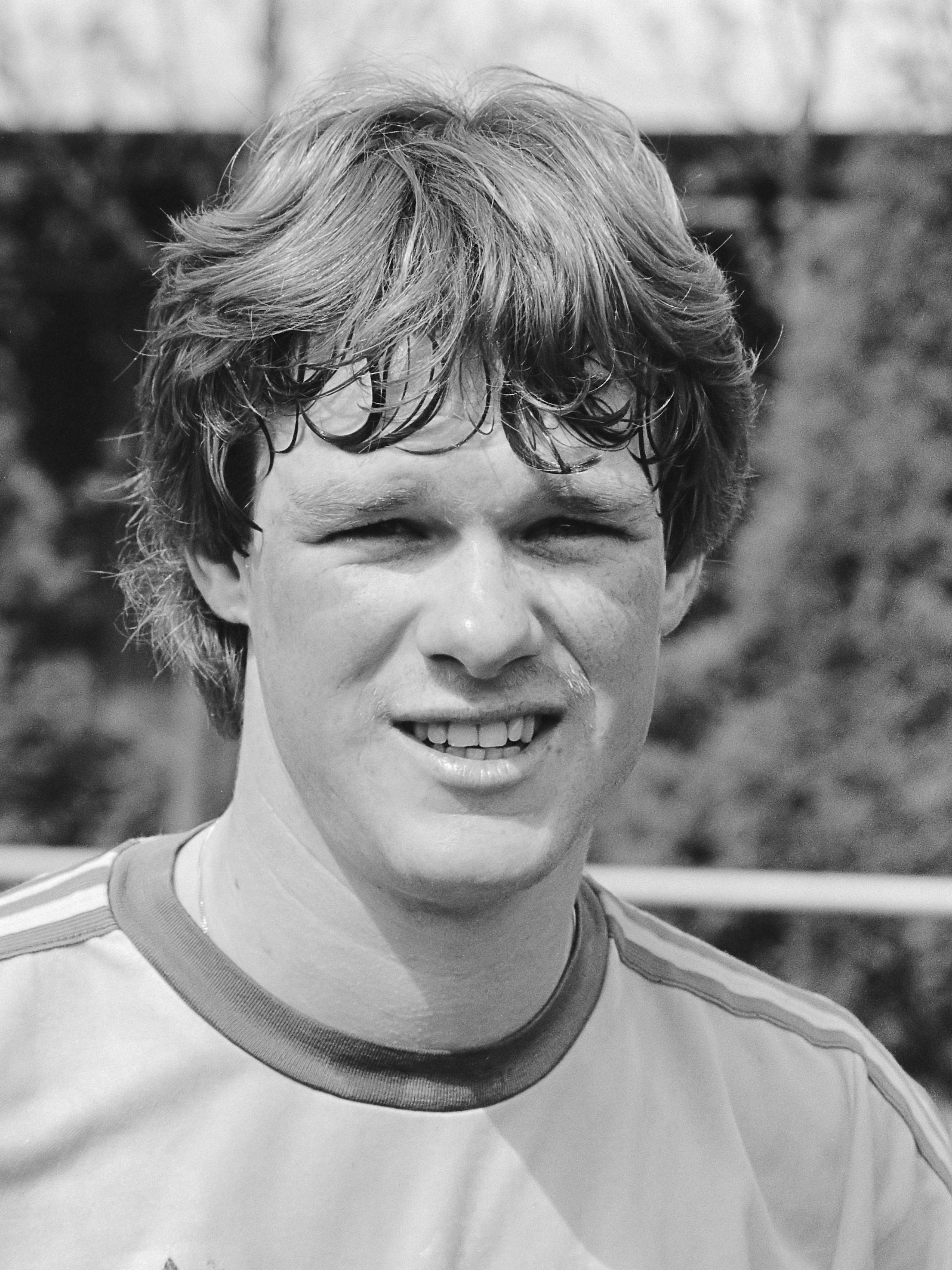
Erwin Koeman (1983)

Erwin Koeman (Zaandam, 20 september 1961) is een Nederlands voetbaltrainer en voormalig profvoetballer die als middenvelder speelde. Zijn vader Martin, broer Ronald en zoon Len zijn of waren allen ook actief in de voetbalwereld.

## Carrière als speler

### Clubcarrière
Koeman debuteerde in het betaalde voetbal bij FC Groningen, waar hij als amateur in de eerste divisie speelde. In april 1979 werd hij toegevoegd aan de selectie van het eerste elftal. In de zomer van 1979 vertrok hij naar PSV, die met de komst van Koeman Feyenoord, AZ en RSC Anderlecht aftroefde. Koeman werd bij PSV op voorspraak van trainer Kees Rijvers als groot talent binnengehaald. Hoewel PSV, gezien de amateurstatus van Koeman, geen transfersom hoefde te betalen, gaf zij de Groningse club toch een financiële compensatie voor het overnemen van de speler. Koeman wist in zijn eerste drie jaar bij PSV niet door te breken en moest voornamelijk genoegen nemen met een plaats op de reservebank. In de zomer van 1982 keerde hij, in eerste instantie op huurbasis, terug bij FC Groningen. Een jaar later nam de club hem voor ƒ700.000 definitief over van PSV. Door zijn overgang maakte hij de weg vrij voor de overgang van zijn broer Ronald naar AFC Ajax die zomer, 1983.
Ajax, en met name trainer Aad de Mos, had belangstelling voor Erwin Koeman in de seizoenen 1983-84 en 1984-85. Na het ontslag van de Mos op 6 mei 1985 kwam een transfer van FC Groningen naar Ajax er echter niet meer van. De nieuwe technisch directeur en trainer Johan Cruijff haalde begin juni 1985 oud-Ajacied Arnold Muhren op 34-jarige leeftijd terug, voor de positie links op het middenveld. Felix Gasselich, die van half 1983 tot half 1985 die positie bezette als opvolger van Soren Lerby, werd door Cruijff minder geschikt bevonden.
Na drie seizoenen FC Groningen ging Erwin Koeman vanaf de zomer van 1985 zijn geluk beproeven bij KV Mechelen in België, waar hij Aad de Mos later in het seizoen 1985/86 als trainer kreeg. Naast de landstitel behaalde hij bij die club in mei 1988 zijn eerste Europese prijs, door met Mechelen de finale van de Europacup II te winnen van Ajax. Later won hij ook nog de UEFA Super Cup door wederom te winnen van een Nederlandse club, Europacup I winnaar PSV.
In 1990 keerde Koeman terug bij PSV, waar hij in zijn eerste twee seizoenen kampioen van Nederland werd onder leiding van Bobby Robson. Hierna volgden twee mindere seizoenen, met een 2de plaats, gevolgd door een 3de plaats. In 1994 moest hij vertrekken bij de Eindhovense ploeg, na een reorganisatie van de selectie onder leiding van voorzitter William Maeyer, uitgevoerd door zijn oud-trainer Aad de Mos. Hij speelde hierna nog vier seizoenen bij FC Groningen, waar hij in 1998 op 36-jarige leeftijd zijn carrière beëindigde. Na zijn profcarrière bouwde hij af bij amateurvereniging VV Acht.

## Clubstatistieken
| Clubprestaties | Clubprestaties | Clubprestaties | Competitie | Competitie | Beker | Beker | Internationaal | Internationaal | Overig | Overig | Totaal | Totaal |
| Seizoen        | Club           | Divisie        | Wed.       | Goal       | Wed.  | Goal  | Wed.           | Goal           | Wed.   | Goal   | Wed.   | Goal   |
| -------------- | -------------- | -------------- | ---------- | ---------- | ----- | ----- | -------------- | -------------- | ------ | ------ | ------ | ------ |
| 1978/79        | FC Groningen   | Eredivisie     | 6          | 0          | 0     | 0     | 0              | 0              | 6      | 1      | 12     | 1      |
| 1979/80        | PSV            | Eredivisie     | 8          | 1          | 2     | 1     | 0              | 0              | 0      | 0      | 10     | 2      |
| 1980/81        | PSV            | Eredivisie     | 17         | 4          | 0     | 0     | 0              | 0              | 0      | 0      | 17     | 4      |
| 1981/82        | PSV            | Eredivisie     | 18         | 3          | 0     | 0     | 2              | 0              | 0      | 0      | 20     | 3      |
| 1982/83        | FC Groningen   | Eredivisie     | 33         | 15         | 4     | 1     | 0              | 0              | 0      | 0      | 37     | 16     |
| 1983/84        | FC Groningen   | Eredivisie     | 28         | 11         | 6     | 2     | 4              | 2              | 0      | 0      | 38     | 15     |
| 1984/85        | FC Groningen   | Eredivisie     | 29         | 13         | 0     | 0     | 0              | 0              | 0      | 0      | 29     | 13     |
| 1985/86        | KV Mechelen    | Eerste klasse  | 20         | 2          | 0     | 0     | 0              | 0              | 0      | 0      | 20     | 2      |
| 1986/87        | KV Mechelen    | Eerste klasse  | 28         | 5          | 0     | 0     | 0              | 0              | 0      | 0      | 28     | 5      |
| 1987/88        | KV Mechelen    | Eerste klasse  | 24         | 5          | 0     | 0     | 9              | 0              | 0      | 0      | 33     | 5      |
| 1988/89        | KV Mechelen    | Eerste klasse  | 28         | 7          | 0     | 0     | 6              | 2              | 0      | 0      | 34     | 9      |
| 1989/90        | KV Mechelen    | Eerste klasse  | 16         | 3          | 0     | 0     | 1              | 0              | 0      | 0      | 17     | 3      |
| 1990/91        | PSV            | Eredivisie     | 27         | 3          | 0     | 0     | 2              | 0              | 0      | 0      | 29     | 3      |
| 1991/92        | PSV            | Eredivisie     | 29         | 3          | 1     | 0     | 4              | 0              | 1      | 0      | 35     | 3      |
| 1992/93        | PSV            | Eredivisie     | 19         | 4          | 0     | 0     | 7              | 1              | 1      | 1      | 27     | 6      |
| 1993/94        | PSV            | Eredivisie     | 28         | 3          | 0     | 0     | 2              | 0              | 0      | 0      | 30     | 3      |
| 1994/95        | FC Groningen   | Eredivisie     | 27         | 6          | 3     | 0     | 0              | 0              | 0      | 0      | 30     | 6      |
| 1995/96        | FC Groningen   | Eredivisie     | 28         | 2          | 3     | 3     | 4              | 0              | 0      | 0      | 35     | 5      |
| 1996/97        | FC Groningen   | Eredivisie     | 29         | 0          | 4     | 1     | 3              | 1              | 0      | 0      | 36     | 2      |
| 1997/98        | FC Groningen   | Eredivisie     | 31         | 2          | 5     | 1     | 1              | 0              | 6      | 0      | 43     | 3      |
| Totaal         | Totaal         | Totaal         | 473        | 92         | 28    | 9     | 45             | 6              | 14     | 2      | 560    | 109    |

## Nederlands elftal
Koeman debuteerde net als zijn broer Ronald op 27 april 1983 in het Nederlands elftal tijdens een met 3-0 verloren oefeninterland thuis tegen Zweden. Daarmee werden ze de derde en vierde Oranje-international in de geschiedenis wier vader ook in het Nederlands elftal speelde. Koeman debuteerde onder bondscoach Kees Rijvers, die eerder zijn trainer was bij PSV. Koeman speelde 34 interlands. In 1988 was hij net als Ronald basisspeler in het Nederlands elftal dat Europees kampioen werd, door in de finale te winnen van de Sovjet-Unie (2-0).

## Erelijst
| Competitie            |             |                  |             |             |
| Competitie            | Aantal      | Jaren            |             |             |
| KV Mechelen           | KV Mechelen | KV Mechelen      | KV Mechelen | KV Mechelen |
| --------------------- | ----------- | ---------------- | ----------- | ----------- |
| Internationaal        |             |                  |             |             |
| Europacup II          | 1x          | 1987/88          |             |             |
| Europese Supercup     | 1x          | 1988             |             |             |
| Nationaal             |             |                  |             |             |
| Eerste klasse         | 1x          | 1988/89          |             |             |
| Beker van België      | 1x          | 1986/87          |             |             |
| Trofee Jules Pappaert | 1x          | 1990             |             |             |
| PSV                   |             |                  |             |             |
| Eredivisie            | 2x          | 1990/91, 1991/92 |             |             |
| Nederlandse Supercup  | 1x          | 1992             |             |             |

| Competitie | Winnaar   | Winnaar   | Runner-up | Runner-up | Derde     | Derde     |
| Competitie | Aantal    | Jaren     | Aantal    | Jaren     | Aantal    | Jaren     |
| Nederland  | Nederland | Nederland | Nederland | Nederland | Nederland | Nederland |
| ---------- | --------- | --------- | --------- | --------- | --------- | --------- |
| UEFA EK    | 1x        | 1988      |           |           |           |           |

## Trainersloopbaan

### PSV
Na zijn actieve voetbalcarrière werd Koeman eerst jeugdtrainer en later assistent-trainer bij PSV. Hij fungeerde in die functie onder Eric Gerets en Guus Hiddink. Het lag aanvankelijk in de lijn der verwachting dat Koeman, die gezien werd als 'kroonprins' bij PSV zou doorschuiven naar de functie van veldtrainer. Toen in 2004 bleek dat Hiddink uiteindelijk niet de stap wilde maken van hoofdtrainer op het veld naar hoofdtrainer op afstand vertrok Koeman in het seizoen 2004-2005 naar RKC Waalwijk.

### RKC en Feyenoord
Koeman kende een goed seizoen bij RKC Waalwijk, dat dat jaar eindigde op de 9e plaats. Het jaar erop werd hij aangetrokken door Feyenoord, om per 1 juli 2005 Ruud Gullit op te volgen. In zijn eerste seizoen eindigde hij op de 3e plaats en stelde daarmee de club tevreden en verlengde zij zijn contract met twee jaren, in het voorjaar van 2006, tot medio 2009. Het seizoen erna verliep echter desastreus. De club kwam onder curatele te staan van de KNVB en voorzitter Jorien van den Herik werd gedwongen op te stappen. De ploeg eindigde op de 7e plaats, net genoeg voor de deelname aan de play-offs voor Europees voetbal. Na de laatste competitiewedstrijd besloot Koeman wegens de tegenvallende resultaten zijn contract per direct op te zeggen. Tijdens de play-offs werd zijn taak als hoofdtrainer overgenomen door Leo Beenhakker. Hierna zat hij enige tijd zonder club.

### Bondscoach van Hongarije
In april 2008 werd Koeman aangesteld als bondscoach van Hongarije, waarna hij een maand later voor het eerst op de bank zat bij de vriendschappelijke interland tegen Griekenland. Dat duel wonnen de Hongaren met 3-2 door treffers van Balázs Dzsudzsák, Roland Juhász en Krisztián Vadócz. Onder leiding van Koeman wist Hongarije zich vervolgens niet te plaatsen voor het WK voetbal 2010 in Zuid-Afrika. Op 23 juli 2010 werd hij aan de kant gezet. De nieuwe bondsvoorzitter en oud-international Tibor Nyilasi zag liever een Hongaar als coach van het nationale elftal. Koeman had op dat moment nog een doorlopend contract van anderhalf jaar. Hij werd opgevolgd door de Hongaar Sándor Egervári.
| Interlands Hongarije onder leiding van Erwin Koeman | Interlands Hongarije onder leiding van Erwin Koeman | Interlands Hongarije onder leiding van Erwin Koeman | Interlands Hongarije onder leiding van Erwin Koeman | Interlands Hongarije onder leiding van Erwin Koeman | Interlands Hongarije onder leiding van Erwin Koeman |
| №                                                   | Datum                                               | Wedstrijd                                           | Uitslag                                             | Competitie                                          |                                                     |
| --------------------------------------------------- | --------------------------------------------------- | --------------------------------------------------- | --------------------------------------------------- | --------------------------------------------------- | --------------------------------------------------- |
| 1                                                   | 24.05.2008                                          | Hongarije − Griekenland                             | 3 − 2                                               | Oefeninterland                                      |                                                     |
| 2                                                   | 31.05.2008                                          | Hongarije − Kroatië                                 | 1 − 1                                               | Oefeninterland                                      |                                                     |
| 3                                                   | 20.08.2008                                          | Hongarije − Montenegro                              | 3 − 3                                               | Oefeninterland                                      |                                                     |
| 4                                                   | 06.09.2008                                          | Hongarije − Denemarken                              | 0 − 0                                               | WK-kwalificatie                                     |                                                     |
| 5                                                   | 10.09.2008                                          | Zweden − Hongarije                                  | 2 − 1                                               | WK-kwalificatie                                     |                                                     |
| 6                                                   | 11.10.2008                                          | Hongarije − Albanië                                 | 2 − 0                                               | WK-kwalificatie                                     |                                                     |
| 7                                                   | 15.10.2008                                          | Malta − Hongarije                                   | 0 − 1                                               | WK-kwalificatie                                     |                                                     |
| 8                                                   | 19.11.2008                                          | Noord-Ierland − Hongarije                           | 0 − 2                                               | Oefeninterland                                      |                                                     |
| 9                                                   | 11.02.2009                                          | Israël − Hongarije                                  | 1 − 0                                               | Oefeninterland                                      |                                                     |
| 10                                                  | 28.03.2009                                          | Albanië − Hongarije                                 | 0 − 1                                               | WK-kwalificatie                                     |                                                     |
| 11                                                  | 01.04.2009                                          | Hongarije − Malta                                   | 3 − 0                                               | WK-kwalificatie                                     |                                                     |
| 12                                                  | 12.08.2009                                          | Hongarije − Roemenië                                | 0 − 1                                               | Oefeninterland                                      |                                                     |
| 13                                                  | 05.09.2009                                          | Hongarije − Zweden                                  | 1 − 2                                               | WK-kwalificatie                                     |                                                     |
| 14                                                  | 09.09.2009                                          | Hongarije − Portugal                                | 0 − 1                                               | WK-kwalificatie                                     |                                                     |
| 15                                                  | 10.10.2009                                          | Portugal − Hongarije                                | 3 − 0                                               | WK-kwalificatie                                     |                                                     |
| 16                                                  | 14.10.2009                                          | Denemarken − Hongarije                              | 0 − 1                                               | WK-kwalificatie                                     |                                                     |
| 17                                                  | 14.11.2009                                          | België − Hongarije                                  | 3 − 0                                               | Oefeninterland                                      |                                                     |
| 18                                                  | 03.03.2010                                          | Hongarije − Rusland                                 | 1 − 1                                               | Oefeninterland                                      |                                                     |
| 19                                                  | 29.05.2010                                          | Hongarije − Duitsland                               | 0 − 3                                               | Oefeninterland                                      |                                                     |
| 20                                                  | 05.06.2010                                          | Nederland − Hongarije                               | 6 − 1                                               | Oefeninterland                                      |                                                     |

### FC Utrecht en RKC Waalwijk
Op maandag 30 mei 2011 werd Koeman gepresenteerd als de nieuwe hoofdtrainer van FC Utrecht, als opvolger van de ontslagen Ton du Chatinier. Hier zou hij echter maar krap vijf maanden in dienst blijven. Aan het begin van het seizoen had hij enkele aanvaringen met technisch manager Foeke Booy, onder andere over de komst van Rodney Sneijder. Op 18 oktober van dat jaar maakte hij in een persconferentie bekend dat hij per direct ontslag aanbood, omdat hij de faciliteiten bij de club ontoereikend vond. Hij werd opgevolgd door zijn assistent Jan Wouters. Vanaf maart 2012 tot het einde van dat seizoen was hij trainer van FC Eindhoven, waar hij Ernest Faber opvolgde, die naar PSV vertrok.
In het seizoen 2012-2013 en 2013-2014 was Koeman wederom hoofdcoach van RKC Waalwijk. In februari 2014 maakte hij bekend zijn contract niet te verlengen. Aan het eind van het seizoen degradeerde hij met de club, na een nederlaag over twee wedstrijden tegen Excelsior in de play-offs.

### Assistent onder Ronald Koeman
In 2014 volgde Koeman zijn broer Ronald, die in de jaren daarvoor trainer was van Feyenoord, naar Southampton FC, waar hij diens eerste assistent werd. In 2016 stapte het duo gezamenlijk over naar Everton. Daar werd het duo kort na de start van het seizoen 2017-2018 ontslagen. Begin 2018 maakte hij bekend weer als zelfstandig hoofdtrainer aan de slag te willen.

### Fenerbahçe
Ondanks zijn eerdere plannen tekende Koeman in de zomer van 2018 een tweejarig contract bij de Turkse club Fenerbahçe SK om samen met Chris van der Weerden als assistent van Philip Cocu aan de slag te gaan. Na een weinig succesvolle periode volgde al eind oktober ontslag voor Cocu. Koeman nam het op interim basis over. Als lid van de technische staf van Cocu werd de slechtste competitierangsschikking in de 61-jarige geschiedenis behaald met een 15e plek. Als interim werd deze slechtste prestatie verder aangescherpt met een 17e plek na 15 speeldagen en 14 punten. Op 14 december werd Ersun Yanal aangesteld waardoor de interim functie van Koeman tot het verleden behoort. Onder zijn leiding werd in negen duels drie keer gewonnen, gelijkgespeeld en verloren.

### Oman
Op 20 februari 2019 tekende Koeman een tweejarig contract als bondscoach van Oman. Hij volgde hiermee Pim Verbeek op. In december 2019 werd Koeman ontslagen.

### Beitar Jeruzalem
Anderhalf jaar na zijn ontslag bij het Omaans elftal werd bekend dat Koeman aan de slag zou gaan bij Beitar Jeruzalem. Op 1 december 2021 stapte Koeman per direct op bij Beitar Jeruzalem wegens medische redenen en ging meteen ook met pensioen als hoofdtrainer. Van de elf wedstrijden die hij met club speelde, won hij er drie, speelde drie gelijk en verloor er vijf.

### Nederlands elftal
In mei 2022 tekende Koeman een contract tot na afloop van het WK 2026 als assistent van zijn broer Ronald die na het WK van 2022 de nieuwe bondscoach zou worden.

### Carrièreoverzicht als trainer
| Jaren      | Club             | Functie                   |
| ---------- | ---------------- | ------------------------- |
| 1998–2002  | PSV              | Jeugdtrainer              |
| 2001–2004  | PSV              | Assistent trainer         |
| 2004–2005  | RKC Waalwijk     | Hoofdtrainer              |
| 2005–2007  | Feyenoord        | Hoofdtrainer              |
| 2008–2010  | Hongarije        | Bondscoach                |
| 2011       | Utrecht          | Hoofdtrainer              |
| 2012       | Eindhoven        | Hoofdtrainer              |
| 2012–2014  | RKC Waalwijk     | Hoofdtrainer              |
| 2014–2016  | Southampton      | Assistent-trainer         |
| 2016–2017  | Everton          | Assistent-trainer         |
| 2018       | Fenerbahçe       | Assistent-trainer/interim |
| 2019       | Oman             | Bondscoach                |
| 2021       | Beitar Jeruzalem | Hoofdtrainer              |
| 2023–heden | Nederland        | Assistent-bondscoach      |

## Trivia
- Erwin Koeman heeft een dochter met epilepsie en is sinds 2004 ambassadeur van het Epilepsiefonds.
- Met zijn jongere broer Ronald Koeman trad Erwin Koeman op in de Sterren Playbackshow als Hepie en Hepie.
- Len Koeman, de zoon van Erwin, zat in de jeugdteams van PSV (2000-2006) en Helmond Sport (2006-2011), maar wist niet te debuteren in het profvoetbal. Sindsdien speelde hij voor hoofdklasser RKSV Nuenen (2011-2013), VV FZO (2013-2016) en BFC (2016).[20]